# 亞歷斯祖
亞歷斯祖（英語：Alexander Christian Jojo，1999年2月11日—），生於香港，香港足球運動員，司職右後衛，現時效力中國足球超級聯賽球會上海海港。

## 早年生活
亞歷斯祖在香港出生和成長，持有英國及瑞典護照。
中學時，亞歷斯祖在2017年學界精英足球賽獲得賽事神射手，亦入選了當屆的明星陣容。

## 球會生涯
2019年8月29日，亞歷斯祖加盟剛升班上港超聯的球會愉園，並以本地球員身份註冊。
2020年7月1日，亞歷斯祖轉投前列球會東方龍獅。身為菁英盃適齡球員的他，成功協助球隊奪得菁英盃冠軍。
2022年5月31日，東方龍獅宣布亞歷斯祖因私人理由與球隊解約。同年9月1日，東方龍獅宣布重簽亞歷斯祖。
2023年9月7日，大埔宣布簽入亞歷斯祖。
2023年12月10日，大埔宣佈亞歷斯祖將外闖歐洲，加盟新一季升上瑞典乙組足球聯賽的IK奥德沃特。
2024年8月8日，亞歷斯祖以租借形式加入東方。
2025年7月17日，中超球會上海海港宣佈簽入亞歷斯祖。

## 國際賽生涯
2023年9月，亞歷斯祖入選杭州亞運中國香港U23足球代表隊。
2024年9月8日，亞歷斯祖在香港對斐濟的友誼賽中首次代表香港出戰國際賽。
2024年12月，亞歷斯祖入選2025年東亞足球錦標賽外圍賽20人參賽球員名單，並於首場比賽對蒙古國正選上陣。

## 榮譽
東方
- 香港足總盃冠軍（2024–25季度）
- 香港高級組銀牌冠軍（2024–25季度）
- 香港菁英盃冠軍（2020–21季度）

## 外部連結
- HKFA（页面存档备份，存于）